# Hrabstwo Randolph (Arkansas)

Piramida wieku hrabstwa

Hrabstwo Randolph (ang. Randolph County) – hrabstwo w stanie Arkansas w Stanach Zjednoczonych.
Obszar całkowity hrabstwa obejmuje powierzchnię 656,04 mil2 (1 699 km²). Według danych z 2010 r. hrabstwo miało 17 969 mieszkańców. Stolicą hrabstwa jest Pocahontas. Hrabstwo należy do nielicznych hrabstw w Stanach Zjednoczonych należących do tzw. dry county, czyli hrabstw gdzie decyzją lokalnych władz obowiązuje całkowita prohibicja.

## Historia
Powstało 29 października 1835 roku jako trzydzieste drugie hrabstwo Arkansas. Nazwane na cześć Johna Randolpha - senatora i członka Izby Reprezentantów ze stanu Wirginia.

## Główne drogi
- Highway 34
- Highway 90
- Highway 93
- Highway 115
- Highway 166
- Highway 231
- Highway 251
- Highway 304
- Highway 328
- Highway 361

## Sąsiednie hrabstwa
- Hrabstwo Clay - wschód
- Hrabstwo Greene - południowy wschód
- Hrabstwo Lawrence - południe
- Hrabstwo Sharp - zachód
- Hrabstwo Oregon - północny zachód
- Hrabstwo Ripley - północny zachód

## Miasta i miejscowości
| - Biggers - Maynard | - O’Kean - Pocahontas | - Ravenden Springs - Reyno |